# Лисовский, Сергей Фёдорович
Серге́й Фёдорович Лисо́вский (род. 25 апреля 1960, Москва) — советский и российский медиаменеджер, предприниматель, телеведущий и государственный деятель, депутат Государственной Думы VIII созыва.
С 2004 по 2020 год — член Совета Федерации, 1-й заместитель председателя Комитета по аграрно-продовольственной политике. Президент Национальной ассоциации оптово-распределительных центров (НАОРЦ). Вице-президент Росптицесоюза. Кандидат филологических наук (2000), профессор кафедры земельного права и советник при ректорате Государственного университета по землеустройству (2020—2021).
Из-за вторжения России на Украину находится под международными санкциями Евросоюза, США, Великобритании и ряда других стран

## Биография
Родился 25 апреля 1960 года в Москве в семье физиков. Отец Фёдор Викторович Лисовский — доктор физико-математических наук, профессор, сотрудник Института радиоэлектроники Академии наук. Соавтор одного из самых полных англо-русских словарей по радиоэлектронике и ряда других специальных технических словарей. Мать Инна Фёдоровна Лисовская долгое время работала учителем физики в школе.

### Карьера
По окончании физико-математической школы № 444 Сергей Лисовский поступил в Московский энергетический институт, окончил его в 1983 году по специальности «радиофизика», был диск-жокеем студенческих дискотек. С 1983 по 1984 год работал по распределению инженером в Центральном радиотехническом институте, с 1984 по 1987 год находился на комсомольской работе: секретарь комитета комсомола СГПТУ № 191 и завода «Старт», инструктор отдела пропаганды и агитации Бауманского райкома ВЛКСМ г. Москвы.
С 1986 года — член КПСС.
В 1986 году совместно с заслуженным артистом РСФСР Юрием Чернавским принимал участие в создании центра досуга для молодёжи — хозрасчётного предприятия СПМ «Рекорд» (позднее — студия «Москва»). Центр получил широкую известность после нескольких крупных постановочных проектов, в частности, празднования 25-летия радиостанции «Юность» и 70-летия газеты «Московский комсомолец» в Лужниках.
В 1987 году стал художественным руководителем студии «Москва» (сменил Ю. Чернавского), работает также в центре досуга молодёжи «Союз». В 1989 году зарегистрировал одну из первых в Советском Союзе продюсерских компаний — «ЛИС’С» (читается: «Лис-Эс»), позднее — «Райс-ЛИС’С» (читается: «Райс-Лис-Эс»), которая занималась организацией и проведением различных музыкальных концертов. При участии «ЛИС’С» были созданы такие популярные телепрограммы, как «Любовь с первого взгляда», «Хит-парад „Останкино“», «Проще Простого», «Афиша», «Брэйн-ринг» и многие другие.
В 1990 году стал директором концертных программ компании «Союз».
В ноябре 1992 года открыл дискотеку «У ЛИС’Са» в спорткомплексе «Олимпийский». Создал многопрофильное концертное агентство «ВОНД», с которым сотрудничали ведущие поп-звезды страны. В сентябре 1992 года учредил рекламное агентство — АОЗТ «Премьер СВ», став его генеральным директором. Совместно с компанией «Премьер-фильм» «Премьер СВ» стало одним из учредителей Ассоциации по борьбе с видеопиратством. В 1997 году контрольный пакет акций «Премьер СВ» стал собственностью ОРТ, а возглавил компанию финансовый директор ОРТ Бадри Патаркацишвили, компаньон Бориса Березовского.
В апреле 1994 года учреждённое Лисовским рекламное агентство «Премьер СВ» выступило соучредителем АОЗТ «Реклама-Холдинг» (прочие учредители — «ИнтерВИД», «ЛогоВАЗ-реклама», РГТРК «Останкино», «Video International», «Максима», студия «Остер»), созданного для упорядочивания рекламной деятельности телерадиокомпании.
В 1994 году вместе с Дмитрием Дибровым в качестве соучредителя и генерального продюсера создал коммерческую телекомпанию «Свежий ветер». Телекомпания «Свежий ветер» производила чуть более полугода для ГТРК «Петербург — Пятый канал» программу «Доброе утро». Сегодня подобный формат копируют большинство центральных телеканалов.
С 1 октября 1995 года «Свежий ветер» стал производителем утреннего субботнего и воскресного эфира для ОРТ. Передача «Подъём» просуществовала до мая 1996 года. В этом году по версии журнала «Деловые люди» вошёл в двадцатку ведущих бизнесменов новой России.
С 17 июня 1995 года стал членом Координационного совета и членом президиума КС Круглого стола бизнеса России. В июле назначен генеральным директором ЗАО «ОРТВ-Реклама». В сентябре совместно с Борисом Зосимовым запустил первый в России музыкальный телеканал «К-10» (полное название «Космос-10»), позднее ставший «Муз-ТВ».
В 1996 году — один из учредителей творческого союза АО «КВИНТА», президент Российской ассоциации региональных телекомпаний (РАРТ), член Национального совета по рекламе. Стал членом штаба предвыборной президентской кампании Б. Ельцина и организатором общенациональной предвыборной кампании «Голосуй или проиграешь». 19 июня 1996 года между двумя турами выборов, при противоборстве разных тенденций в штабе, был задержан вместе с А. В. Евстафьевым, когда пытался вынести из Дома Правительства Российской Федерации картонную коробку из-под бумаги для копировального аппарата с надписью «Xerox Paper» с $ 538 тыс.. Задержанные сразу предъявили документы, которые подтверждали тот факт, что деньги были не криминального происхождения. К тому же, спустя два часа высокопоставленный сотрудник Министерства финансов РФ привез Коржакову документ с подписью Виктора Черномырдина в подтверждение слов задержанных. 19 октября в газете «Новый Взгляд» первым помощником Президента Российской Федерации, начальником Службы Безопасности Президента Российской Федерации А. Коржаковым опубликовано сенсационное заявление, из которого следовало, что Б. Березовский уговаривал его убить С. Лисовского (а также В. Гусинского, Ю. Лужкова и И. Кобзона). Западные СМИ отреагировали на заявления Коржакова.
В начале 1997 года пытался посетить США, но в феврале американское посольство отказало ему в выдаче въездной визы. В сентябре стал сопредседателем согласительной комиссии по взаимоотношению артистов и налоговой службы.
11 декабря 1998 года сотрудники налоговой полиции при поддержке сотрудников ФСБ и РУОПа провели серию обысков в офисе ЗАО «ОРТВ-Реклама», на даче и в квартире С. Лисовского, изъяв всю документацию, а также деньги. В этом же году стал президентом Ассоциации менеджеров музыкального и шоу-бизнеса.
В 1999 году вошёл в состав совета директоров телекомпании ТВЦ. С июля 1999 по февраль 2000 года являлся заместителем председателя совета директоров ОАО «ТВ Центр». После назначения генеральным директором ТВЦ Олега Попцова Лисовский и команда менеджеров, которую он привёл на канал годом ранее, были уволены.
В 2000 году создал совместно с французской компанией Duc агропромышленный комплекс «Моссельпром» по производству мяса птицы в Раменском и Домодедовском районах Московской области. Председатель совета директоров ЗАО «Моссельпром». В мае 2011 года 100 % акций «Моссельпрома» купила группа «Черкизово». Является противником участия России в ВТО, считая, что это угнетает отечественного производителя и выгодно некоторым чиновникам, которые лично заинтересованы во вступлении в ВТО. С 31 августа 2001 года возглавляет совет директоров ЗАО «Моссельпром». Является вице-президентом «Росптицесоюза».
С 29 июня 2004 года представляет Курганскую областную Думу в Совете Федерации, является первым заместителем председателя Комитета по аграрно-продовольственной политике и природопользованию. Переизбран в декабре 2010 и в сентябре 2014 года. В рамках профессиональной деятельности принимает активное участие в разработке и совершенствовании федеральных законов.
Являлся членом делегации Совета Федерации по участию в сессиях Конгресса местных и региональных властей Совета Европы и конференциях по межрегиональному сотрудничеству. Представитель группы Совета Федерации в составе российской части Комиссии по сотрудничеству СФ и Маджлиси Милли Маджлиси Оли Республики Таджикистан. Член делегации парламентских форумов по линии ВТО.
С 10 июня 2011 по 24 декабря 2016 года — секретарь, затем — первый заместитель секретаря Курганского регионального отделения партии «Единая Россия». С мая 2012 года — член Генерального совета партии «Единая Россия». Является одним из авторов проекта АгроПолис «Крестьянское Сколково», призванного эффективно решать задачи по производству здоровых продуктов питания, укрепить продовольственную безопасность России, а также выйти на замещение импорта пищевых продуктов и сельскохозяйственной техники.
С 2013 по 2016 год Лисовский по вечерам на телеканале РБК-ТВ вёл программу «Капитал», в ходе которой интервьюировал гостей студии с одноимённым томом Карла Маркса в руках, откуда периодически цитировал избранные места. Среди гостей программы — глава Роспотребнадзора Геннадий Онищенко, вице-спикер Совета Федерации Евгений Бушмин, режиссер Карен Шахназаров, владелец и главный редактор «Московского Комсомольца» Павел Гусев и другие.
В 2020 году перестал был членом Совета Федерации (в сентябре сенатором от Курганской областной Думы избран Сергей Муратов).
В сентябре 2021 года избран депутатом Государственной Думы VIII созыва. Член комитета Государственной Думы по аграрным вопросам.
С 25 июля 2023 года — член комитета Государственной Думы по защите конкуренции. По состоянию на 30 октября 2023 года является заместителем председателя упомянутого комитета.
В декабре 2024 года инициировал проведение проверок Роспотребнадзором в сети магазинов «Светофор» в связи с «многочисленными случаями продажи некачественной и небезопасной продукции», что привело к закрытию части магазинов сети в Москве.

### Законодательная деятельность
Будучи сенатором и первым заместителем Председателя комитета Совета Федерации по аграрно-продовольственной политике и природопользованию, Лисовский является соавтором поправок к Закону «О регулировании торговой деятельности на территории Российской Федерации», подписанных президентом РФ В. В. Путиным 4 июля 2016 года. По данным доклада Научно-исследовательского финансового института (НИФИ) Минфина, из-за действия Федерального закона «Об основах государственного регулирования торговой деятельности в России» каждый потребитель ежегодно экономит 5 747 рублей на продуктах питания. Также Лисовский является соавтором закона «О лесной амнистии», устраняющего противоречия Государственного лесного реестра и Единого государственного реестра прав на недвижимость на основе данных последнего; разработчиком и соавтором принятого в первом чтении 5 марта 2020 проекта «О внесении изменений в статью 1422 Гражданского кодекса», касающуюся селекции и семеноводства; соавтором Проекта "О внесении изменений в Федеральный закон «О финансовом оздоровлении сельскохозяйственных товаропроизводителей» о возможности повторного участия в программе финансового оздоровления.
Также участвовал автором и соавтором поправок в Проекты Федеральных законов в отношении аграрного сектора и иных сфер деятельности. Совместно с Министерством сельского хозяйства и Россельхознадзором Лисовский более пяти лет работал над принятием Закона о внедрении электронной сертификации Меркурий.

### Подозрения в причастности к убийству Владислава Листьева
В ходе расследования произошедшего 1 марта 1995 года в Москве убийства Владислава Листьева Лисовский проходил одним из фигурантов по уголовному делу, его адвокатом выступал Анатолий Кучерена. Лисовский неоднократно упоминался в СМИ в связи с громким убийством, в рамках уголовного дела его не раз допрашивали, при этом Лисовский никогда не скрывался от следствия, что отличало его от предполагаемых оперативниками организатора убийства — авторитета Солнцевской ОПГ Игоря Дашдамирова и предполагаемых исполнителей, братьев Александра и Андрея Агейкиных. После отставки генпрокурора РФ Юрия Скуратова в 1999 году, при котором были выполнены главные следственные действия и установлен круг подозреваемых, в прессе вновь распространилась версия о причастности к преступлению четырёх основных фигурантов, первым из которых назывался Лисовский. По словам Скуратова, расследование тормозилось из Кремля, поскольку предполагаемый заказчик был спонсором президентской избирательной кампании Ельцина в 1996 году.
Размышляя о мотивах физического устранения Листьева и нитях, ведущих к Лисовскому, Пол Хлебников цитировал Александра Коржакова, утверждавшего, что приватизация Первого канала состоялась зимой 1995 года, и что Б. Березовский продал акции вне конкурса. Хлебников утверждал, что переговоры Листьева с президентом консорциума «Реклама-холдинг» Лисовским затянулись. 20 февраля 1995 года Листьев ввёл временный мораторий на все виды рекламы, пока ОРТ не разработает новые «этические нормы». Коржаков утверждал, что «отмена рекламы… означала лично для Лисовского… потерю миллионных прибылей». В книге журналиста Е. Додолева «Влад Листьев. Пристрастный реквием» высказывается мнение о непричастности Лисовского к убийству Владислава Листьева.
4 апреля 2013 года на сайте журнала «Сноб» было размещено интервью журналиста Евгения Левковича с директором Первого канала Константином Эрнстом от 2008 года, где последний якобы утверждал, что Лисовский является заказчиком убийства Влада Листьева. Текст интервью был воспроизведён газетой «Коммерсантъ». Эрнстом подлинность спорного фрагмента текста (но не самого интервью) оспаривалась, полной аудиозаписи журналистом представлено не было, Лисовский свою причастность к преступлению вновь отрицал.
31 июля 2013 года в эфире телеканала «Дождь» бывший генеральный прокурор России Юрий Скуратов, при котором проводилось расследование убийства Листьева, заявил, что версия о причастности Лисовского к убийству Листьева, приписываемая Эрнсту, близка к его собственной. В биографическом документальном фильме Первого канала «Влад Листьев. Взгляд через двадцать лет» (эфир 1 марта 2015 года) Эрнст настаивал, что у него есть собственная чёткая и логичная версия нераскрытого убийства популярного телеведущего, однако нет юридически значимых доказательств, поэтому он не может её публично озвучить.
2 марта 2017 года на портале Russian Criminal была опубликована статья «Как и кто убил Владислава Листьева» со ссылкой на расследования Интерпола, в которой вновь утверждается, что Лисовский совместно с Борисом Зосимовым являются основными заказчиками убийства Владислава Листьева. Организацией физического устранения телеведущего занимались члены Солнцевской ОПГ.
20 февраля 2020 на канале YouTube «Редакция» Алексея Пивоварова, главного редактора телевизионного канала RTVI, вышел документальный фильм «25 лет спустя: кто убил главную звезду нового русского ТВ?», где также обсуждается версия о причастности Лисовского к убийству Листьева в качестве заказчика. Мотивом убийства считается введение Листьевым моратория на рекламу, а также называются организатор Игорь Дашдамиров и исполнители братья Александр и Андрей Агейкины, на тот момент являвшиеся активными членами Солнцевской ОПГ. По утверждению бывшего генерального прокурора РФ Юрия Скуратова, номер телефона Дашдамирова с его блатной кличкой Душман был найден в записной книжке Лисовского. Сам Лисовский от предложенного ему участия в фильме и комментариев отказался.
Позиция Лисовского, изложенная им в марте 2020 года в интервью «Московскому комсомольцу», состояла в том, что контракты на размещение рекламы на 1-м канале Останкино заключал его фактический владелец Березовский, а шоумен Листьев в плане бизнеса являлся номинальной фигурой, зависимым от олигарха наёмным работником, творческим деятелем, не обладавшим реальной управленческой и распорядительной властью, — вследствие чего мотива на устранение Листьева у Лисовского объективно не было, а само убийство телеведущего ничем не могло быть полезно бизнесу Лисовского. Факт наличия контактов предполагаемого организатора преступления Игоря Дашдамирова по кличке Душман в своём телефоне Лисовский не отрицал, поясняя характерной атмосферой середины 1990-х годов, когда крупные бизнесмены, банкиры, представители криминалитета и даже министры общались в одном кругу, вместе обедали в одних ресторанах, вместе развлекались в одних и тех же клубах. По мнению Лисовского, вполне возможно, что заказчиками убийства были люди из ближайшего телевизионного окружения Листьева, другой вероятной версией он назвал сторонний бизнес Листьева, не связанный с телевидением. Лисовский не исключал, что уголовное дело будет доведено до конца и общественность узнает имена преступников, а помочь этому может непредсказуемый случай — если кто-то из ныне живущих участников преступной цепочки в силу самых разных причин вдруг даст следствию ценные показания.

### Научная и общественная деятельность
Один из руководителей российского фестиваля «Кинотавр», член Общественного совета по рекламе, президент Российской Ассоциации региональных телекомпаний, председатель Общероссийской творческой конфедерации.
11 февраля 2000 года защитил на факультете журналистики МГУ кандидатскую диссертацию «Политическая реклама: Функциональные и жанрово-стилистические особенности» (выполнена под руководством проф. В. М. Горохова). По диссертации опубликована книга «Политическая реклама».
Является одним из пионеров российской социальной и политической рекламы и экспертом по современным избирательным технологиям. Имеет научные труды по истории, теории и практике рекламы. При его содействии в России в 1999 г. была издана книга имиджмейкера Жака Сегела «Особенности национальной охоты за голосами».
Начиная с 2020 года занимает должность советника при ректорате Государственного университета по землеустройству и является профессором кафедры земельного права.
Любит рискованные виды спорта. Увлекается вождением вертолёта, альпинизмом, дельтапланеризмом, гольфом, пилотажем. В 1995 году участвовал в ралли «Дакар», финишировав 47-м в общем зачёте и 11-м в категории внедорожников.

## Санкции
23 февраля 2022 года внесён в санкционные списки стран Евросоюза за действия и политику, которые подрывают территориальную целостность, суверенитет и независимость Украины и ещё больше дестабилизируют Украину.
24 февраля 2022 года включён в санкционный список Канады «близких соратников режима» за голосование о признании независимости «так называемых республик в Донецке и Луганске».
24 марта 2022 года, на фоне вторжения России на Украину, включён в санкционный список США за «соучастие в войне Путина» и «поддержку усилий Кремля по вторжению в Украину», Госдеп США заявил что депутаты Госдумы используют свои полномочия для преследования инакомыслящих и политических оппонентов, нарушают свободу информации, ограничивают права человека и основные свободы граждан России.
Позднее, по аналогичным основаниям, включён в санкционные списки Великобритании, Швейцарии, Австралии, Японии, Украины и Новой Зеландии.

## Награды
- Юбилейная медаль «300 лет Российскому флоту», 1996 год
- Медаль «В память 850-летия Москвы», 1997 год
- Медаль «За труды в проведении Всероссийской сельскохозяйственной переписи», Федеральная служба государственной статистики, 26 июня 2017 года
- Медаль «Совет Федерации. 15 лет», 2008 год
- Медаль «Совет Федерации. 20 лет», 2013 год
- Медаль «Совет Федерации. 25 лет», 2018 год
- Серебряная медаль Министерства сельского хозяйства России за вклад в развитие АПК России, 2005
- Почётная грамота Правительства Российской Федерации за активное участие в законопроектной деятельности и развитие парламентаризма, 2016 год
- Почётная грамота Совета Федерации Федерального Собрания Российской Федерации, 2010 год
- Почётная грамота Совета Федерации Федерального Собрания Российской Федерации[69], 2020 год
- Почётная грамота ЦИК РФ, 2008 год
- Почётная грамота Республики Ингушетия, 2010 год
- Благодарность Президента Российской Федерации, 25 июля 1996 года — за активное участие в организации и проведении выборной кампании Президента Российской Федерации в 1996 году[70]
- Благодарность Правительства Российской Федерации, 2013 год
- Благодарность Мэра Москвы, 1997 год
- Диплом и ценный подарок от Президента Российской Федерации за большой вклад в становление российской экономики, 2002 год
- Рыцарь Мальтийского ордена[71]

## Семья
С. Лисовский был женат, но кто была первая жена — неизвестно.
Живёт гражданским браком с Анной Минаевой, бывшей женой певца Сергея Минаева. Сын Максим (род. 1999) и дочь Анастасия.